# Geoff Williamson
Geoffrey „Geoff“ Williamson (* 10. Juli 1923 in Sydney; † 17. September 2009 in Ryde) war ein australischer Ruderer. 1952 war er Olympiadritter mit dem australischen Achter.

## Sportliche Karriere
Geoff Williamson ruderte für den Leichhardt Rowing Club in Sydney und gehörte in den Jahren 1952 bis 1956 der Ruderauswahl von New South Wales an.
1952 trat der australische Achter in der Besetzung Bob Tinning, Ernest Chapman, Nimrod Greenwood, Mervyn Finlay, Edward Pain, Phil Cayzer, Geoff Williamson, David Anderson und Steuermann Tom Chessell bei den Olympischen Spielen in Helsinki an. Im ersten Vorlauf belegten die Australier den zweiten Platz hinter den Jugoslawen. Im zweiten Halbfinale erreichten sie das Ziel als Dritte hinter den Booten aus den Vereinigten Staaten und aus der Sowjetunion, konnten sich aber als Sieger des ersten Hoffnungslaufs gegen die Jugoslawen durchsetzen. Im Finale siegte das Boot aus den Vereinigten Staaten wie im Halbfinale vor dem Boot aus der Sowjetunion und den Australiern.
Zwei Jahre später trat Williamson bei den British Empire and Commonwealth Games 1954 in Vancouver in zwei Bootsklassen an. Zusammen mit David Anderson wurde er im Zweier ohne Steuermann Dritter hinter den Booten aus Neuseeland und England. Im Vierer mit Steuermann siegten die Australier vor den Neuseeländern und den Engländern. Im Vierer saßen David Anderson, Geoff Williamson, Mervyn Wood, Peter Evatt und Lionel Robberds.
1956 bei den Olympischen Spielen in Melbourne traten John Harrison, Peter Evatt, Geoff Williamson und David Anderson im Vierer ohne Steuermann an. Die Australier belegten im ersten Vorlauf den dritten Platz und setzten sich dann im Hoffnungslauf gegen die Ungarn durch. Im Halbfinale wurden die Australier letzte ihres Laufs und schieden damit aus.